# Jean-Raymond Mouraille
Jean-Raymond Pierre Mouraille, né à Marseille dans la banlieue de Séon-Saint-Henri le 20 novembre 1721 et mort dans cette même ville le 30 décembre 1808, est un mathématicien et astronome français, secrétaire perpétuel de l’Académie de Marseille et maire de Marseille du 14 novembre 1791 au 16 avril 1793.

## Biographie

### Ses origines
Jean-Raymond Pierre Mouraille était d’origine relativement aisée. Son père Jacques Mouraille, marié à Thérèse Icard, était fabricant de tuiles dans le quartier de Saint-Henri où se trouvent d’importants gisements d’argile. Il eut trois fils :
- Louis, maître tuilier comme son père,
- Alexandre, prêtre de l’Oratoire,
- Jean-Raymond Pierre, scientifique et futur maire de Marseille.

Après son mariage avec Jeanne Rose Vachier célébré par son frère Alexandre le 7 juin 1746, il s’installe avec sa femme dans un immeuble de la rue Dauphine, actuellement rue Nationale, appartenant à son père. Veuf, il se remarie en 1783 avec Marguerite Maunier. 
Il vit des biens de sa famille et étudie les mathématiques.

### Le scientifique
En 1768 il fait paraître un livre intitulé « Traité de la résolution des équations en général » qui a un certain succès. Peu de temps auparavant il était rentré le 16 décembre 1767 à l’Académie de Marseille. « D’une activité prodigieuse et d’un dévouement rare mais d’un caractère ombrageux », Mouraille cumula dès son intronisation, les fonctions de secrétaire des Belles-Lettres et de secrétaire des Sciences et des Arts.
Il prononça de nombreux éloges funèbres tel que celui de M. Paul Augustin de Porrade annexé aux trois traités sur l’olivier publiés en 1783, ou de Mr. Le marquis de Forbin-Gardane, grand sénéchal d’épée de Marseille en 1780. Mouraille obtint du roi un privilège unique pour les secrétaires de l’Académie qui étaient exonéré de toute charge municipale.
Le 1er mai 1782, évoquant son grand âge, il souhaite se retirer du secrétariat. En réalité il se fait désirer et l’Académie n’acceptera pas sa démission. Mais peu de temps après, mis en compétition avec Guillaume de Saint-Jacques de Silvabelle que les Anglais eux-mêmes appellent le Newton français, Mouraille démissionna le 11 septembre 1782 de tous ses mandats à l’Académie de Marseille et fut remplacé par l’abbé Robineau.

### Le maire de Marseille
Étienne Martin, maire de Marseille, ayant été élu député, fut remplacé à la tête de la mairie le 14 novembre 1791 par Jean-Raymond Mouraille qui était devenu un ardent révolutionnaire. Sa première préoccupation est d’assainir les finances locales gravement déficitaires. Il lutte contre les spéculateurs, les tenanciers de tripots et fraudeurs de toute sorte en particulier dans le domaine alimentaire car la ville, comme dans toute crise, connaît de graves problèmes d’approvisionnement.
Dès sa nomination, il reproche au directoire départemental de ne pas intervenir avec suffisamment de vigueur à Arles où un grave conflit oppose les contre-révolutionnaires appelés syphonistes et les partisans de la Révolution dénommés monnaidiers. Rebecquy et Bertin demandent à la municipalité de Marseille d’envoyer une troupe à Arles, ce qui entraîne la fuite de syphonistes. Le 28 février 1792 les troupes rentrent triomphalement à Marseille.
Louis XVI ayant mis son veto à un décret sur les prêtres réfractaires et la formation d’un camp de fédérés, Barbaroux demande à Mouraille d’envoyer à Paris un bataillon de 600 hommes sachant mourir. Les soldats de ce bataillon tout au long leur remontée sur Paris chantent les paroles du « Chant de guerre pour l’armée du Rhin » qui a été composé par Rouget de l’Isle et deviendra La Marseillaise. L’arrivée à Paris aura lieu le 30 juin 1792.
Le 4 septembre 1792, Mouraille est élu député, mais, refusant l'élection, donne sa démission dès le 6 septembre pour se consacrer entièrement à sa tâche de maire. Depuis le départ du bataillon, la ville de Marseille est soumise à une vive agitation. Mouraille s’efforce de préserver la sécurité et le calme par la remise en état des batteries côtières et le renforcement de la garde nationale. Cependant il accorde sa confiance avec trop de facilité. Ainsi des personnes de son entourage, en particulier les frères Jean et Laurent Savon, font régner la terreur. L’immunité dont jouisse les pendeurs laisse supposer une protection du maire ce qui n’est pas démontré. L’exécution des pères minimes Louis-Thomas Nuiratte et Taxy le 23 juillet 1792 provoqua un choc dans la population. Pour arrêter ces excès, le conseil général de la commune, par délibération du 11 septembre 1792, crée des tribunaux populaires pour juger les prévenus de complots et de conspiration contre la liberté. Les acquittements sont nombreux.
Entre Mouraille et le club de la rue Thubaneau, le désaccord s’amplifie, ce qui n’empêche pas toutefois, le 30 décembre 1792, la réélection de Mouraille et de Étienne Seytres respectivement aux postes de maire et de procureur. Peu de temps après cette élection, le 13 janvier 1793, un grave incident se produit avec la pendaison du père Olive, curé de la paroisse Saint-Ferréol. Dans cette affaire la responsabilité du maire n’est pas prouvée mais les circonstances sont troublantes ; en effet le père Olive réfugié à Nice avait écrit au maire pour savoir s’il pouvait revenir sans crainte à Marseille. Ayant reçu une réponse affirmative, le prêtre revint à Marseille et obtint un rendez-vous à la Mairie. S’étant rendu à l’heure dite, le maire étant absent, il fut agressé et pendu. Il avait 85 ans.
La ville de Marseille prenant trop d’autonomie, la Convention envoie en mars 1793 deux représentants en mission, les députés montagnards Bayle et Boisset. Dès leur arrivée ils font arrêter Mouraille et Seytres. Se heurtant à l’hostilité de la population ils quittent rapidement la ville. Le tribunal populaire acquitte le 23 mai 1793 Mouraille et Seytres, mais envoie à l’échafaud les frères Savon ainsi qu’un de leurs complices Arnaud Gay.
À partir de sa libération, Mouraille âgé de 71 ans, vivra retiré. Il meurt le 30 décembre 1808 au 11 de la rue des minimes actuellement rue des Trois frères Barthélemy. Son testament montre qu’il vivait très simplement : mobilier sommaire, peu de tableaux, livres déparaillés. « La simplicité de ses vêtements était à l’avenant du reste ». La présence de crucifix dans son habitation montre une certaine tolérance religieuse. Il serait qualifié actuellement de chrétien progressiste.
Son nom a été donné à un boulevard du 15e arrondissement de la ville de Marseille.

## Œuvres
- Traité de la résolution des équations en général, Marseille, Jean Mossy, 1768, 445 p. (OCLC 927046949, BNF 30989515).
- Réflexions sur les bornes des connaissances humaines, 1768.
- Traité des fluxions, 1781.